# Nyabibugu (vattendrag i Burundi, Ngozi)
Nyabibugu är ett vattendrag i Burundi.   Det ligger i provinsen Ngozi, i den norra delen av landet, 100 km nordost om huvudstaden Bujumbura.
Omgivningarna runt Nyabibugu är en mosaik av jordbruksmark och naturlig växtlighet. Runt Nyabibugu är det tätbefolkat, med 383 invånare per kvadratkilometer.